# کوه بارنز (واشنگتن)
کوه بارنز (به انگلیسی: Mount Barnes) یک قله و کوه در ایالات متحده آمریکا است که در شهرستان جفرسون، واشینگتن واقع شده‌است. کوه بارنز ۱٬۸۲۴٫۸۶ متر بالاتر از سطح دریا واقع شده‌است.